# Étienne Légitimus
 (décembre 2009).
Si vous disposez d'ouvrages ou d'articles de référence ou si vous connaissez des sites web de qualité traitant du thème abordé ici, merci de compléter l'article en donnant les références utiles à sa vérifiabilité et en les liant à la section « Notes et références ».
Pour les articles homonymes, voir Légitimus.
Victor Étienne Maxime Voltaire Légitimus, né à Pointe-à-Pitre le 9 mai 1903 et mort à Paris 18e le 25 juin 1982, est un journaliste français originaire de Guadeloupe. Il fut l'époux de la comédienne Darling Légitimus. 

## Biographie
Il est le second fils du leader guadeloupéen Hégésippe Jean Légitimus, premier Noir à siéger à la Chambre des députés sous la Troisième République (le premier député noir est élu en 1794), fondateur du parti socialiste guadeloupéen et compagnon de Jean Jaurès et Jules Guesde.
Il participa activement à la création du Mouvement contre le racisme et pour l'amitié entre les peuples (MRAP) et de la Ligue internationale contre le racisme et l'antisémitisme (LICRA) et siégea à la présidence d'honneur de ces grandes associations.
Il fut pendant un demi-siècle l’animateur de la vie d’outre-mer en France et le gardien des traditions antillaises en métropole. Il fut le président fondateur de Solidarité antillaise créée en 1935 afin de défendre les intérêts spécifiques des Antillais. 
Journaliste, il fonda et anima de nombreuses publications dont Le Correspondant antillais de 1953 à 1955 et L'Information Coloniale en 1957. Il organisa la croisière du tricentenaire du rattachement des Antilles à la France.
Son projet du transfert des cendres de Victor Schœlcher et de Félix Éboué au Panthéon de Paris en 1948 fut accepté par le gouvernement. Il en organisa la cérémonie officielle avec son cousin germain Léonel Légitimus (1900-1974) assisté de son fils Gésip Légitimus (1930 - 2000). En 1950, ils accédèrent pour cette œuvre, à l'exception de Gésip trop jeune à l'époque pour une nomination, au grade de Chevalier de la Légion d'honneur. 
Il était l'époux de la comédienne Darling Légitimus. Ses descendants comptent ses petits-fils les acteurs et metteurs en scène Pascal Légitimus et Samuel Légitimus.
Mort à Paris au printemps 1982, ses cendres ont été répandues en Guadeloupe, au cours d'une cérémonie présidée par ses fils Théo Légitimus et Gésip Légitimus.